# Achita Sikamana
Achita Sikamana (thaï : อชิตะ ธนาศาสตนันท์) (née le 20 mars 1982) est une actrice thaïlandaise. Elle a fait ses débuts en 2004 avec un film d'horreur thaïlandais Shutter.

## Filmographie
- 2004 : Shutter : Natre
- 2005 : Pheuan sanit
- 2005 : Gaw khoey sanyaa
- 2006 : Khoht-rak-eng-loei : Suay
- 2006 : 13 Jeux de mort  (13 เกมสยอง / 13 game sayawng) : Tong
- 2007 : Gohy theu gay : Tangmo
- 2007 : May narok muay yok law  : Suay
- 2007 : Yern Peh Lay semakute : Priew
- 2008 : Suay sink krating zab : Poo
- 2008 : Super Hap
- 2012 : An Ordinary Love Story : Suzi/Somsri
- 2012 : Gig Guan Puan Sah
- 2012 : Gig Guan Puan Sah 2
- 2013 : Gig Guan Puan Sah 3